# Matteus kyrka, Norrköping
Matteus kyrka är en kyrkobyggnad belägen i Folkparken i centrala Norrköping, Östergötland.
Kyrkan är uppförd i nygotisk stil och ritades av arkitekt Helgo Zettervall mellan 1887 och 1892. Invigningen skedde den 8 maj 1892 i närvaro av dåvarande biskopen i Linköping, Carl Alfred Cornelius.

## Exteriör
Kyrkan är treskeppig och den har ett torn i öster, 64 meter högt. Den har en spetsig spira omgiven av fyra fialer (små torn). I tornet sitter tre kyrkklockor som väger resp. 3500, 1955 samt 1200 kilogram. Klockorna har följande inskriptioner :
- Storklockan : Kommen till mig I alle som arbeten och ären betungade, så skall jag giva eder ro.
- Mellanklockan : Den gåva Gud av nåd giver är evigt liv i Kristus Jesus, vår herre
- Lillklockan : Gån in i hans portar med tacksägelse, i hans gårdar med lov!

Kyrkan är klädd i tegel, men även cement förekommer på flera framträdande platser.

## Interiör

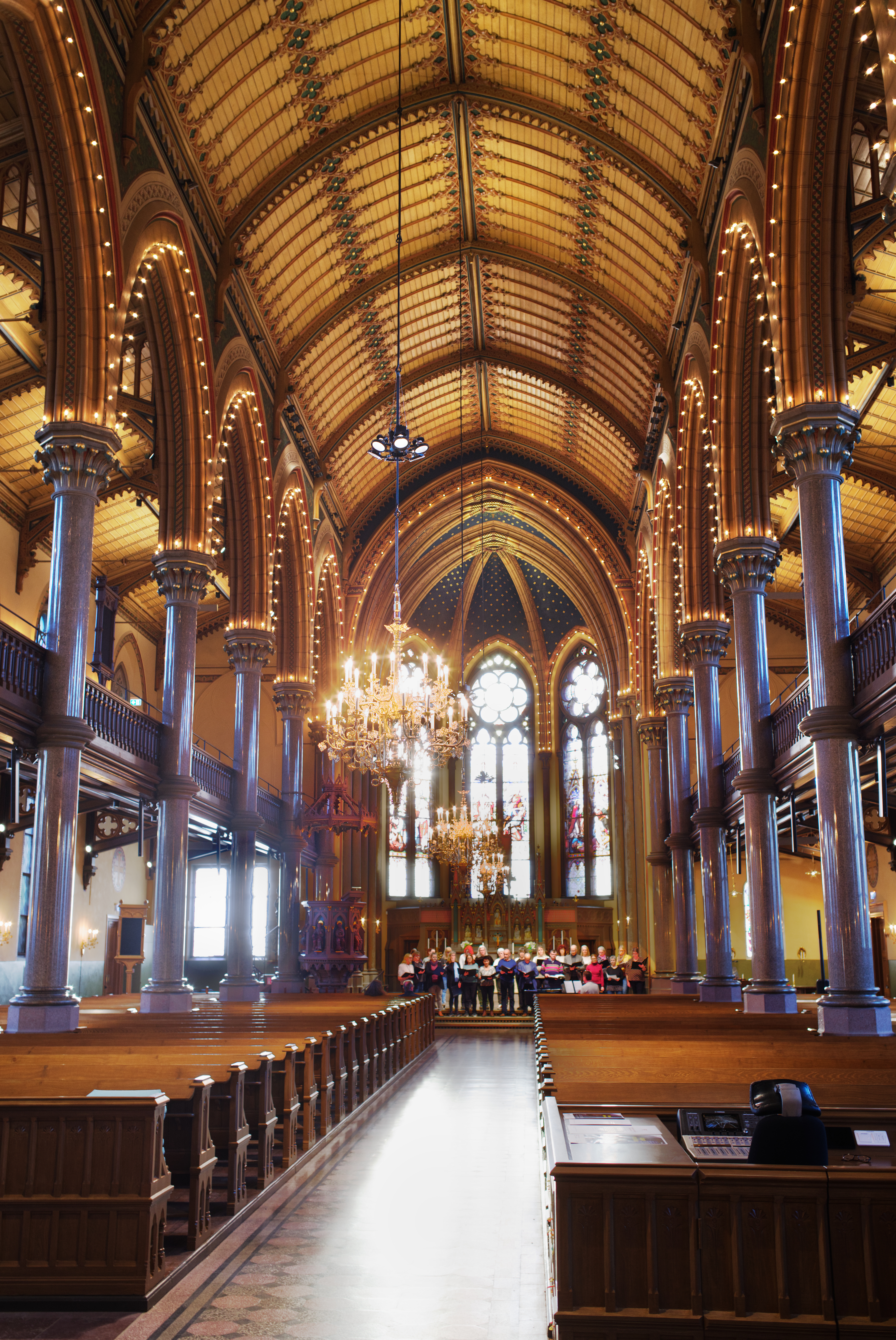
Kyrkans interiör efter restaureringen som var färdig i mars 2022.

Kyrkan har 1400 sittplatser. Taket är av spetsbågetyp i mittskeppet och det bärs upp av granitpelare med kapitäl gjorda av cement. I koret finns två stjärnvalv. Altartavlan ritades av 1927 av Filip Månsson, Kristus omgiven av de fyra evangelisterna samt en oxe, en örn, en ängel och ett lejon. Altaruppsatsen är prydd av fialer. Det finns även en predikstol med bilder av Kristus, Paulus samt de fyra evangelisterna och deras attribut. Dopfunten är gjord i Kolmårdsmarmor med guldmosaik, ritad av stadsarkitekten Kurt von Schmalensee.
Det finns nio stycken gotiska fönster, 9 meter höga, med glasmålningar med bilder ur Matteusevangeliet. Två av fönstren har glasmålningar gjorda av Bo Beskow. På den östra läktaren finns en piporgel med 58 stämmor, den totalrenoverades 1992.
Kyrkan återinvigdes i mars 2022 efter en omfattande restaurering ledd av Fredrikssons Arkitektkontor i Norrköping. Kyrkorummet har delvis återställts till ett mer ursprungligt utseende. Tak och väggytor har rengjorts och i en del fall restaurerats. Äldre gasdrivna lampor som sen länge varit ur bruk har ersatts med LED-ljus. Det har också byggts ett nytt församlingshem som ansluter direkt till kyrkobyggnaden, istället för det gamla som har sålts. I församlingshemmet finns samlingslokal, sammanträdesrum och ett modern kök.

## Inventarier
Kyrkans nattvardssilver ritades av Folke Zettervall och består av en kalk, paten, oblatask samt vinkannor.

## Orglar

### Läktarorgel
- 1892: Firma Åkerman & Lund, Stockholm, byggde en 30-stämmig orgel på läktaren i den nybyggda kyrkan.
- 1933: Johan Alfred Fehrling, Stockholm, utökade antalet stämmor till 33 stycken.
- 1936-1937: Åkerman & Lund, Sundbyberg, ökade stämantalet till 41.
- 1947: Omdisposition och diverse omflyttningar av stämmaterialet av Åkerman & Lund, Sundbyberg.
- 1957: Omfattande förändringar av disposition, mensurering, intonation etc.
- 1958-1963: Kyrkans organist Nils Eriksson, Norrköping, utökade på egen hand orgeln till 54 stämmor. Denna orgel innehåller ännu några helt oförändrade stämmor från den första åkermanorgeln: Principal 16', Borduna 16', Flûte harmonique 8', Flûte octaviant 4', Salicional 8', Principalbas 16' och Subbas 16'.
- 1990-1992: Firma Kenneth A James & Son Ltd, London, satte bland annat in nya väderlådor och nytt spelbord.
- 1999: Allen expander insatt, en extern elektronisk ljudgenerator.
- 2000: J. Künkel, Färjestaden, satte in Scharf III i andra manualen och Mixtur IV i tredje manualen.

Nuvarande disposition:
| Manual I, Great      | Manual II, Choir                 | Manual III, Swell     | Pedal                        |
| Principal 16'        | Borduna 16'                      | Gedackt 16'           | Contrebasse composée 32', tr |
| Principal 8'         | Principal 8'                     | Principal 8'          | Echobasse resultant 32', tr  |
| Gedackt 8'           | Violin 8'                        | Borduna 8'            | Principal 16'                |
| Flûte harmonique 8'  | Rörflöjt 8'                      | Salicional 8'         | Subbas 16'                   |
| Octava 4'            | Principal 4'                     | Voix céleste 8'       | Ekobas 16', tr III           |
| Flûte 4'             | Flûte octaviante 4'              | Prestant 4'           | Borduna 16', tr              |
| Quinta dolce 2 2/3'  | Valdflöjt 2'                     | Fugara 4'             | Koppelflöjt 8'               |
| Octava 2'            | Sesquialtera II, 2 2/3' + 1 3/5' | Gemshorn 4'           | Gedackt 8', tr III           |
| Quintadena I-III, 2' | Larigot 1 1/3'                   | Nasard 2 2/3'         | Octava 4'                    |
| Grand Cornet V       | Sifflöjt 1'                      | Flageolet 2'          | Borduna 4', tr               |
| Mixtur III           | Scharf III                       | Ters 1 3/5'           | Mixtur IV                    |
| Trumpet 8'           | Oboe 8'                          | Harmonia aetherea III | Bombarde 32', tr             |
|                      | Skalmeja 4'                      | Mixtur IV             | Basun 16'                    |
|                      | Tromba magna (digital) 8'        | Fagott 16'            | Trumpet 8', tr III           |
|                      |                                  | Trumpet 8'            | Trumpet 4', tr               |
|                      |                                  | Vox humana 8'         |                              |
|                      |                                  | Clarion 4'            |                              |
| Koppel               | Koppel                           | Koppel                | Koppel                       |
| II/I                 | III/II                           | II/III                | I/P                          |
| III/I                | 16'II/II                         | 16'III/III            | II/P                         |
| 4'I/I                | 4'II/II                          | 4'III/III             | III/P                        |
|                      | -8'II/II                         | -8' III/III           |                              |

### Kororgel
- 1972: Grönlunds orgelbyggeri, Gammelstad levererar en kororgel med mekanisk traktur och registratur. Gemensam crescendosvällare för båda manualerna

Disposition:
| Manual I C-g³ | Manual II C-g³ | Pedalverk C-f¹   | Koppel |
| Rörflöjt 8'   | Gedackt 8'     | Subbas 16'       | I/P    |
| Principal 4'  | Rörflöjt 4'    | Gedacktpommer 8' | II/P   |
| Waldflöjt 2'  | Principal 2'   |                  | II/I   |
| Mixtur II     | Vox humana 8'  |                  |        |
|               | Tremulant      |                  |        |

## Bildgalleri

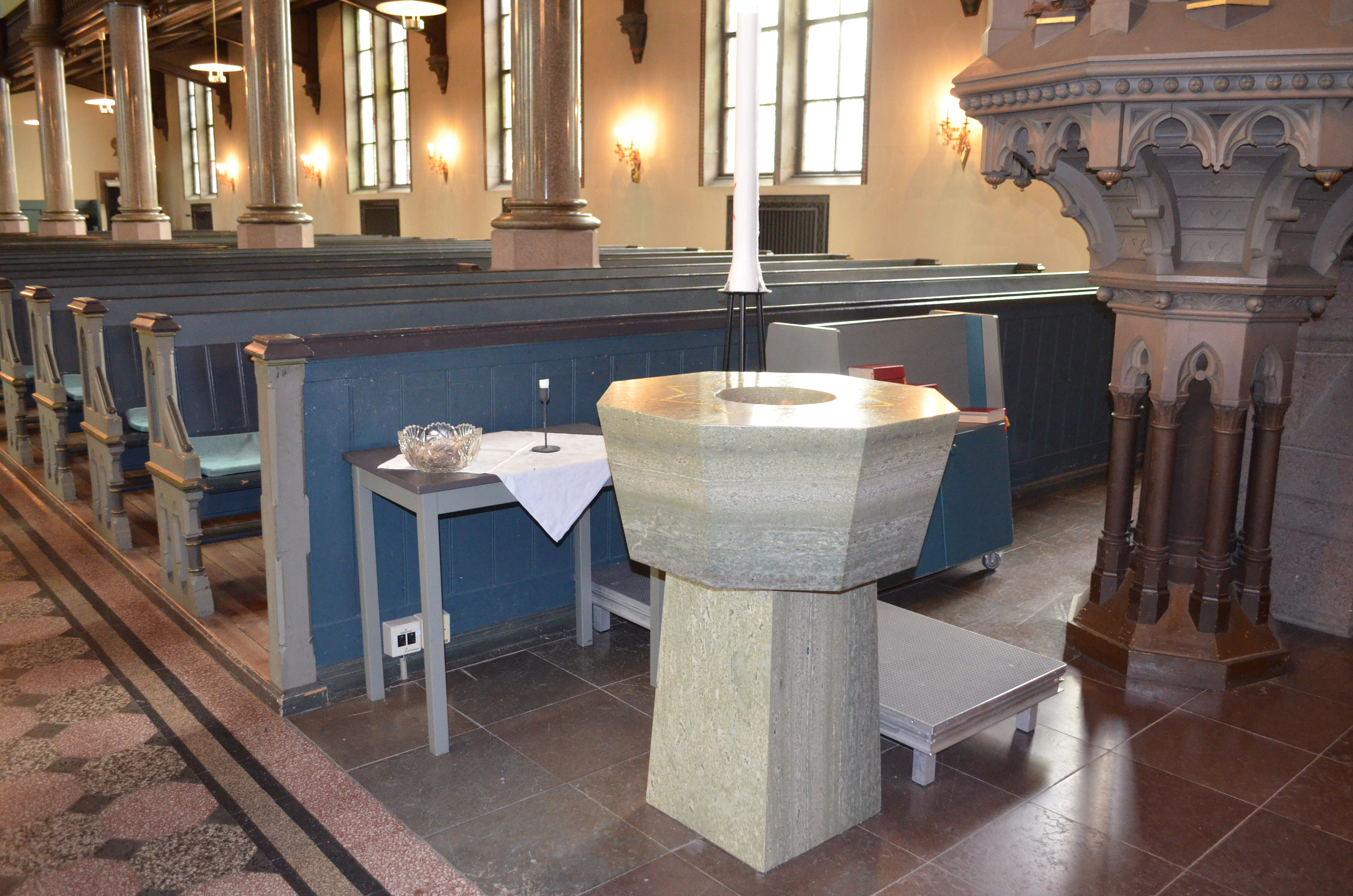
Matteus kyrkas dopfunt
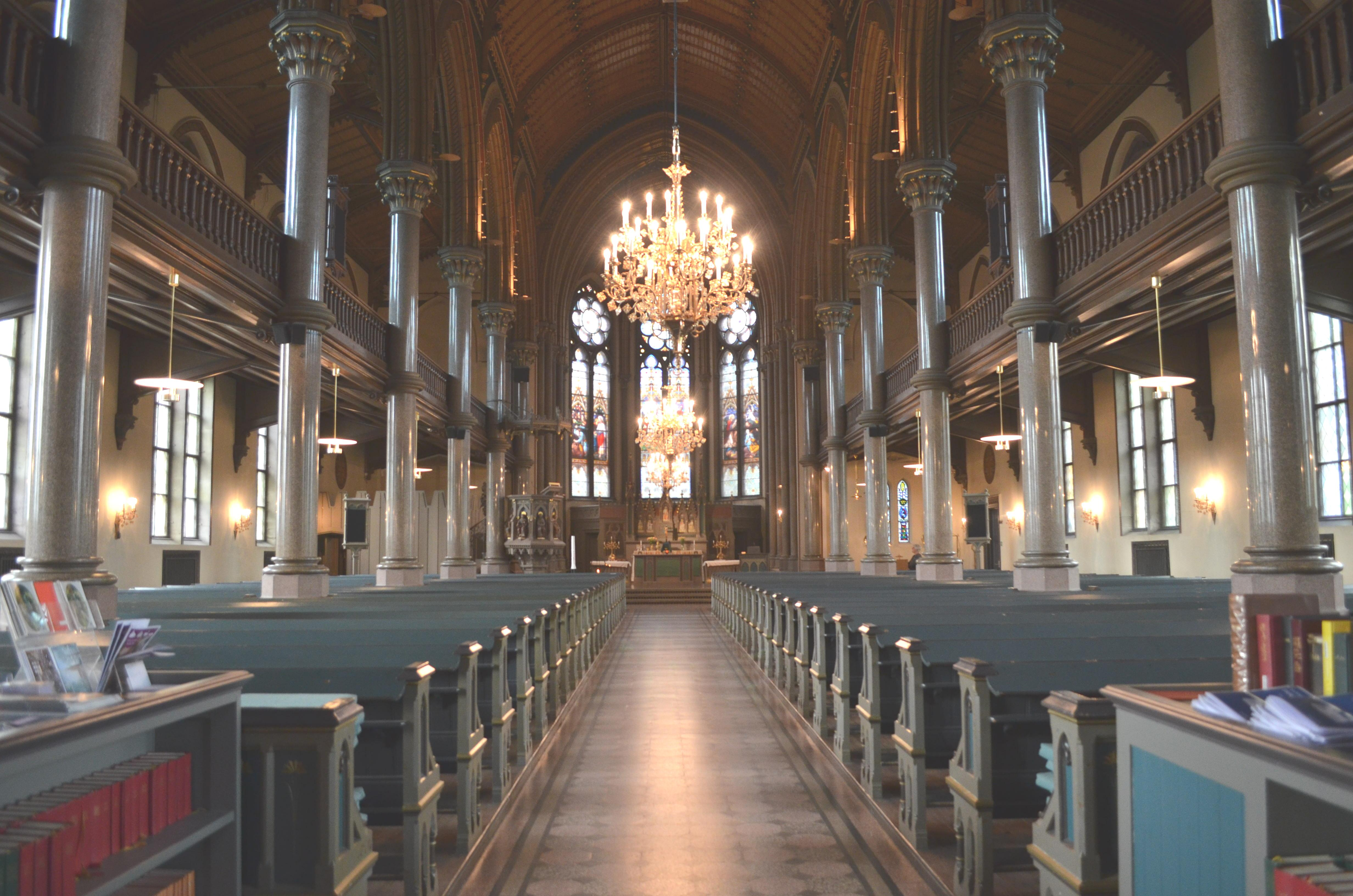
Matteus kyrkas kyrksal
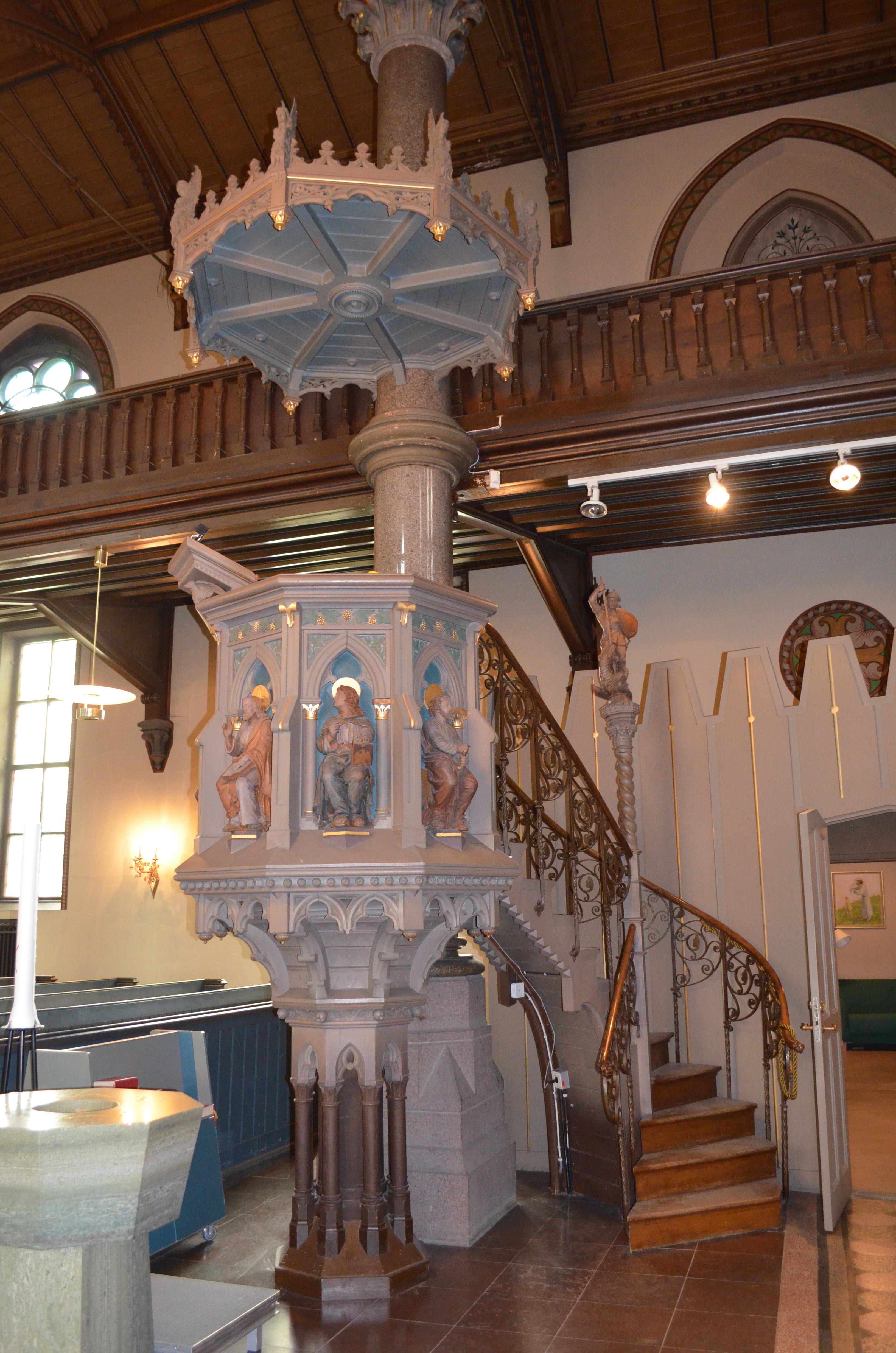
Matteus kyrkas predikstol
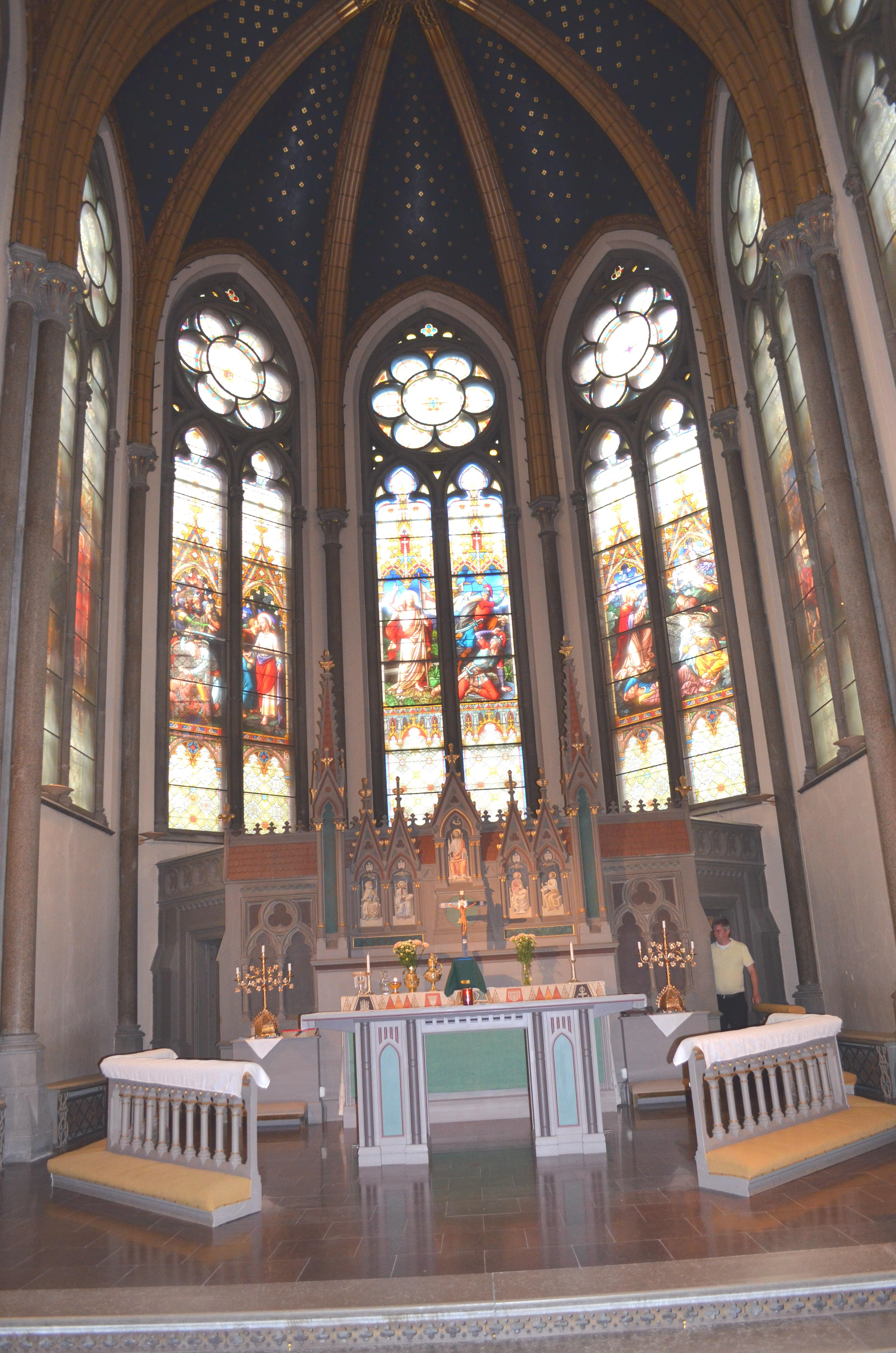
Matteus kyrkas altare
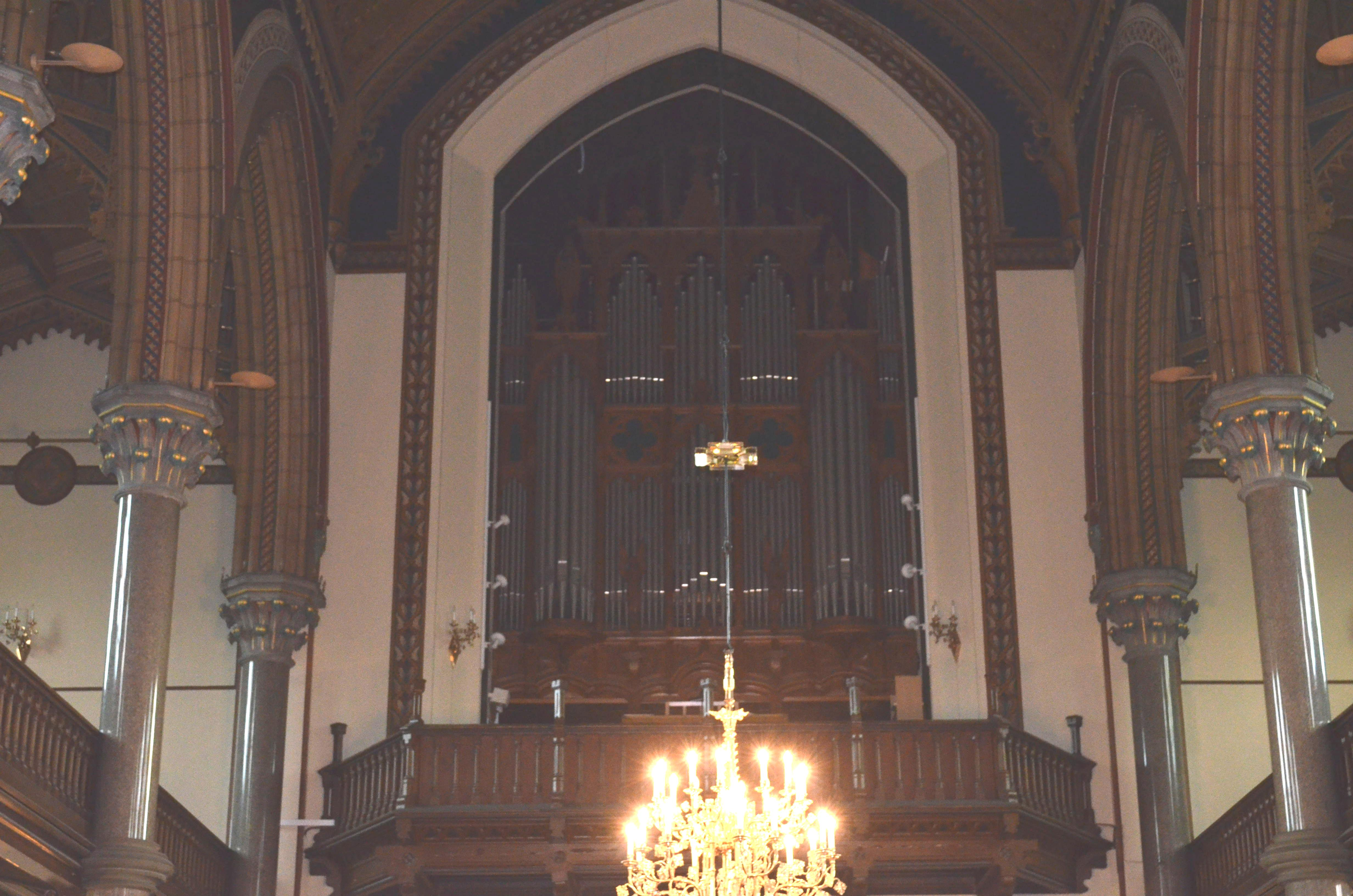
Matteus kyrkas kyrkorgel